# مژگان خالقی
مژگان خالقی (زاده ۱۳۶۴ در اصفهان) بازیگر و کارگردان تئاتر و بازیگر سینما و تلویزیون اهل ایران است.

## زندگی
خالقی دارای مدرک کارشناسی و کارشناسی ارشد در رشته کارگردانی تئاتر از دانشکده سینما تئاتر است. او در حال حاضر دانشجوی دکترای مطالعات تئاتر در دانشگاه تهران است.

## بازیگری

### بازیگری تئاتر
| ۱۳۹۸    | دروغ                             | آریان رضایی                 | تماشاخانه ایرانشهر     |  |
| ۱۳۹۸    | امشب اینجا                       | مژگان خالقی                 | تماشاخانه ایرانشهر     |  |
| ۱۳۹۸    | بیوه سیاه بیوه سفید              | حسن جودکی                   | نوفل لوشاتو            |  |
| ۱۳۹۲    | چکامه رستاخیز                    | داوود دانشور                | تالار چهارسو           |  |
| ۱۳۹۲    | کاپوچیونو، وقتی کابوس تمام می‌شود | میلاد اکبرنژاد              | کارگاه نمایش تئاتر شهر |  |
| ۱۳۹۱-۹۲ | پلکان                            | هادی مرزبان                 | سالن اصلی تئاتر شهر    |  |
| ۱۳۹۰    | ویتسک                            | ناصر حسینی مهر              | تالار مولوی            |  |
| ۱۳۹۰    | پرسه‌های موازی                    | پیام لاریان                 | هلند-آمستردام          |  |
| ۱۳۸۹    | نوشتن در تاریکی                  | محمد یعقوبی                 | تالار چهارسو           |  |
| ۱۳۸۹    | یک دقیقه سکوت                    | آیدا کیخاهی                 | تالار مولوی            |  |
| ۱۳۸۸    | اسب‌های پشت پنجره                 | روح‌الله جعفری               | تالار سایه             |  |
| ۱۳۸۸    | بچه کشی                          | شهره رعایتی                 | تالار مولوی            |  |
| ۱۳۸۸    | لطفاً با مرگ من موافقت کنید       | الهام خداوردی               | تالار مولوی            |  |
| ۱۳۸۸    | ماه در مرداب                     | محمد کوروش نیا              | تالار محراب            |  |
| ۱۳۸۷    | در جمعیت گم شد                   | جلال تجنگی و سعید هاشمی پور | تالار قشقایی           |  |
| ۱۳۸۷    | روز داخلی ۱۲ شب                  | مهرداد هنرمند               | تالار مولوی            |  |
| ۱۳۸۷    | چه وحشتناک                       | شیرین فرخنده نژاد           | تالار مولوی            |  |
| ۱۳۸۶    | حورا                             | محمود صابری                 | تالار اندیشه           |  |
| ۱۳۸۵    | جشن سالگرد و معلم مدرسه          | علی اکبر علیزاد             | تالار مولوی            |  |
| ۱۳۸۴    | سایه‌های یک زن                    | احسان جانمی                 | تئاتر شهر سالن شماره ۲ |  |
| ۱۳۸۳    | آندورا                           | میثم عبدی                   | تالار مولوی            |  |
| ۱۳۸۳    | گلدونه خانوم                     | سیمین غلامی                 | تالار مولوی            |  |

### کارگردانی و بازیگری سینما
| ۱۳۹۸ | خنده در تاریکی (اکران در سینماهای هنر و تجربه) | مژگان خالقی       |
| ۱۳۹۷ | فالش خانوادگی                                  | مژگان خالقی       |
| ۱۳۹۷ | عصب سوخته                                      | مژگان خالقی       |
| ۱۳۹۳ | آخرین نوار آقای جعفر شکوفا                     | مژگان خالقی       |
| ۱۳۹۱ | چ (همچنین بازیگردان)                           | ابراهیم حاتمی کیا |
| ۱۳۸۹ | همه افتادگان                                   | بهرام عظیم‌پور     |
| ۱۳۹۰ | عکاسخانه                                       | فرزین مهدی‌پور     |
| ۱۳۸۷ | ارثیه                                          | اسدالله نصیری     |
| ۱۳۸۶ | بیداری                                         | بهرام عظیم‌پور     |
| ۱۳۸۴ | چند قدم تا ساحل                                | احمد کاوری        |

|-
| سال || فیلم || جوایز
|-
| ۱۳۹۴ || مستند تاریخ تئاتر اصفهان ||
|-
| ۱۳۹۳ || آخرین نوار آقای جعفر شکوفا
|| منتخب چندین جشنواره داخلی و جشنواره زنان ایتالی در میلان
|-
|}

## کارگردانی تئاتر
| ۱۴۰۱ | سگها و استخوان‌های مادرم                     |                                        | تئاتر شهر سالن چهارسو |
| ۱۳۹۸ | امشب اینجا                                  |                                        | تماشاخانه ایرانشهر    |
| ۱۳۹۷ | تو مشغول مردن‌ات بودی                        | منتخب جشنواره بین‌المللی تئاتر فجر      | تئاترشهر سالن قشقایی  |
| ۱۳۹۲ | واگویه‌های گاه‌وبیگاه مردی که به خاطر نمی‌آورم |                                        | تالار هنر             |
| ۱۳۸۸ | بازی استریند برگ" نوشته فردریش دورنمات      |                                        | تالار مولوی           |
| ۱۳۸۵ | "کلاغ" نوشته مرضیه ازگلی                    | منتخب جشنواره بین‌المللی تئاتر دانشگاهی |                       |
| ۱۳۸۵ | کهکشان راه شیری                             | برگزیده جشنواره خیابانی                |                       |
| ۱۳۸۴ | بی خان و مان، نوشته احسان جانمی             | برگزیده جشنواره استانی                 |                       |
| ۱۳۸۱ | فریب خورده، نوشتهٔ جویس اتکینز               |                                        | تالار سوره اصفهان     |
| ۱۳۸۱ | شب واقعه، نوشته محمد عارف                   |                                        | [[تالار اندیشه        |